# 人物模型
人像（日語：フィギュア，亦稱人像）起初指的是人形的雕像和塑像，但至今意義逐漸轉變至指代所有特定人物的人物模型、手辦模型。在華人圈主要指以动畫、漫畫和游戏（ACG）人物为原型而制作的收藏性人物模型，由于ACG爱好者越来越多，人像的质量与艺术性也越来越高，人像的收藏圈也日益扩大。

## 中文翻译
フィギュア一词是英文词Figures的日文音译词，该英文词原意就是人偶、雕像的意思，但用于现代的人物模型，很少人愿意使用人偶、雕像此类翻译。而像「人物模型」这种翻译也由于过长而很少人采用，但为了避免争议，不少杂志或网站会使用。
フィギュア在中国大陆经常被翻译为“手办”，但由于手办的原意只是フィギュア的其中一种，此翻译一直备受争议。在香港地区则大多直接称呼其英文Figure，中文翻译常用“人像”。台灣部分媒介偶而會用香港用語「公仔」作為借稱。因此，在整个大中华地区缺乏共用的名稱。